# Metagonia tlamaya
Metagonia tlamaya là một loài nhện trong họ Pholcidae. Loài này được phát hiện ở México.